# Sharon Taylor (Schauspielerin, 1981)

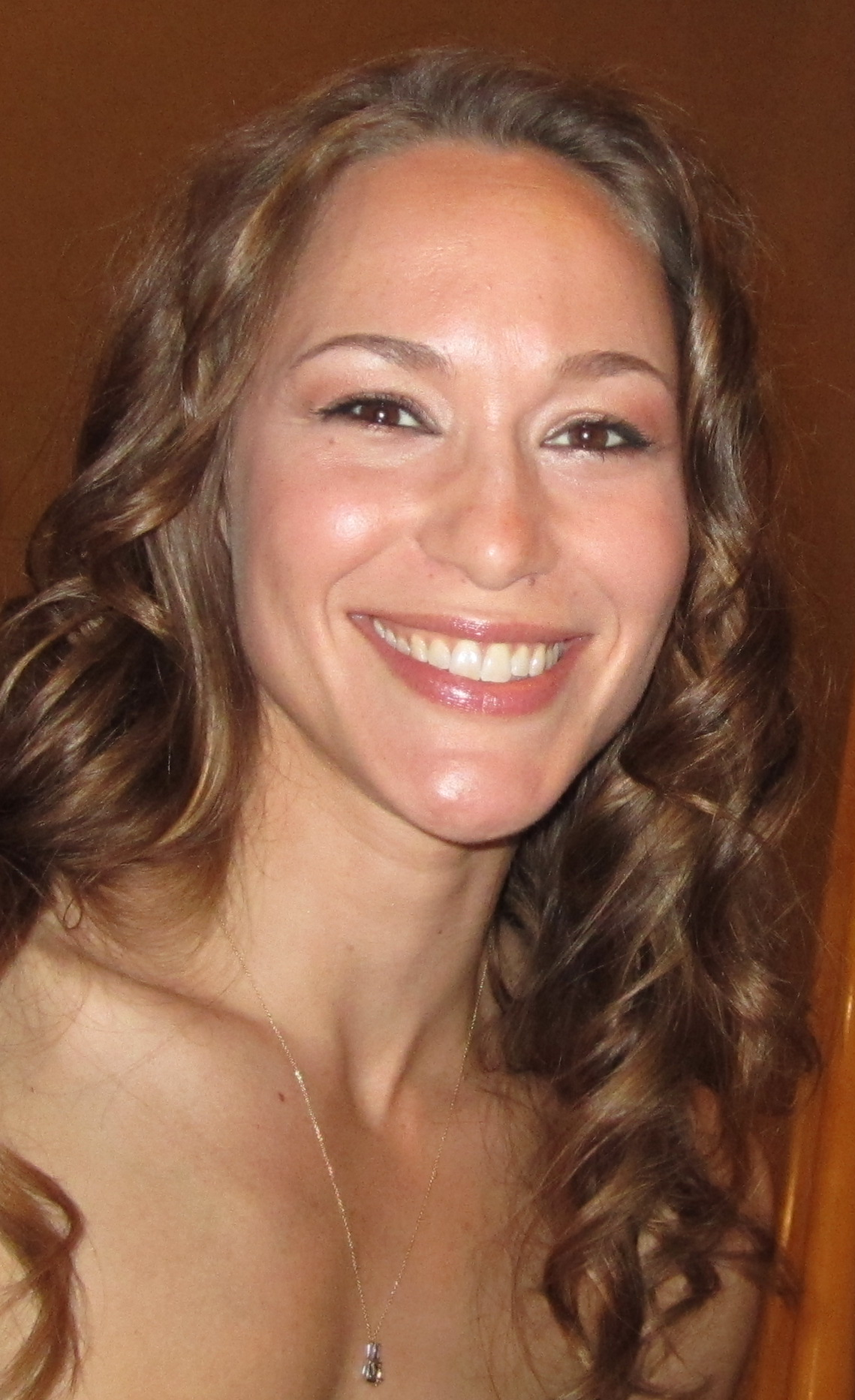
Sharon Taylor (2010)

Sharon Taylor (* 5. Juni 1981 in Vancouver, British Columbia) ist eine kanadische Schauspielerin.

## Leben
Taylor wurde am 5. Juni 1981 in Vancouver geboren, wo sie auch aufwuchs. Sie erlangte ihren Bachelor-Abschluss an der Simon Fraser University. Sie praktiziert Kampfsportarten, darunter Karate, Kickboxen, Jiu Jitsu und Muay Thai. Erste Schritte als Schauspielerin ging sie auf den Bühnen verschiedener Theater, ehe sie 2006 im Fernsehfilm To Have and to Hold ihr Filmschauspieldebüt gab. Bis Ende der 2000er Jahre erhielt sie zum Teil wiederkehrende Rollen in den Fernsehserien Eureka – Die geheime Stadt, Stargate Atlantis, Riese: Kingdom Falling und Smallville. 2015 spielte sie im Fernsehfilm Asteroid – Zerstörung aus dem All die Rolle der Agentin Jenkins. 2017 stellte sie in der Filmproduktion Drone – Tödliche Mission erneut die Rolle der Agentin Jenkins dar. Wiederkehrende Rollen erhielt sie in den Fernsehserien Aftermath, Ghost Wars, Blood & Treasure – Kleopatras Fluch, Jann, Altered Carbon – Das Unsterblichkeitsprogramm und Big Sky. Ihr Schaffen umfasst mehr als 65 Produktionen.

## Filmografie (Auswahl)
- 2006: To Have and to Hold (Fernsehfilm)
- 2007: Eureka – Die geheime Stadt (Eureka, Fernsehserie, 2 Episoden)
- 2007–2009: Stargate Atlantis (Stargate: Atlantis, Fernsehserie, 12 Episoden)
- 2008: Alice & Huck (Kurzfilm)
- 2009–2010: Riese: Kingdom Falling (Fernsehserie, 9 Episoden)
- 2009–2010: Smallville (Fernsehserie, 9 Episoden)
- 2010: Supernatural (Fernsehserie, Episode 6x04)
- 2010: Eisbeben – Alarm in der Arktis (Ice Quake, Fernsehfilm)
- 2011: Hell on Wheels (Fernsehserie, Episode 1x06)
- 2012: The Pregnancy Project (Fernsehfilm)
- 2012: Psych (Fernsehserie, Episode 6x15)
- 2012: Level Up (Fernsehserie, Episode 2x03)
- 2012: Midnight Sun (Fernsehfilm)
- 2013: Fringe – Grenzfälle des FBI (Fringe, Fernsehserie, Episode 5x13)
- 2014: Spooksville (Fernsehserie, Episode 1x15)
- 2014: Motive (Fernsehserie, Episode 2x07)
- 2014: Second Dates (Kurzfilm)
- 2014: Once Upon a Time – Es war einmal … (Once Upon a Time, Fernsehserie, Episode 3x20)
- 2014: Continuum (Fernsehserie, Episode 3x07)
- 2014: The 100 (Fernsehserie, 4 Episoden)
- 2014: Soldiers of Earth (Kurzfilm)
- 2015: The Whispers (Fernsehserie, Episode 1x11)
- 2015: Zwölf Runden 3 Lockdown (12 Rounds 3: Lockdown)
- 2015: Asteroid – Zerstörung aus dem All (Meteor Assault, Fernsehfilm)
- 2015: Der Instinkt einer Mutter (Her Own Justice, Fernsehfilm)
- 2016: Legends of Tomorrow (Fernsehserie, Episode 1x13)
- 2016: I Didn’t Kill My Sister (Murder Unresolved, Fernsehfilm)
- 2016: Aftermath (Fernsehserie, 3 Episoden)
- 2017: Bellevue (Fernsehserie, 8 Episoden)
- 2017: Drone – Tödliche Mission (Drone)
- 2017: Ghost Wars (Fernsehserie, 8 Episoden)
- 2018: Riverdale (Fernsehserie, Episode 2x12)
- 2018: CC (Kurzfilm)
- 2018: Akte X – Die unheimlichen Fälle des FBI (The X-Files, Fernsehserie, Episode 11x08)
- 2018: A Will to Kill (Fernsehfilm)
- 2018: Til Ex Do Us Part
- 2018: Bad Blood (Fernsehserie, 8 Episoden)
- 2019: Emma Fielding Mysteries: More Bitter Than Death (Fernsehfilm)
- 2019: Blood & Treasure – Kleopatras Fluch (Blood & Treasure, Fernsehserie, 2 Episoden)
- 2019: Supernatural (Fernsehserie, Episode 15x03)
- 2019: See – Reich der Blinden (See, Fernsehserie, Episode 1x01)
- 2019: Cashed Out (Kurzfilm)
- 2019: Surveillance (Fernsehfilm)
- 2019–2021: Jann (Fernsehserie, 13 Episoden)
- 2020: Altered Carbon – Das Unsterblichkeitsprogramm (Altered Carbon, Fernsehserie, 5 Episoden)
- 2020: Home Before Dark (Fernsehserie, 3 Episoden)
- 2020: Torn: Dark Bullets
- 2020: The Killer in the Guest House (Fernsehfilm)
- 2020–2021: Big Sky (Fernsehserie, 5 Episoden)
- 2021: 13th Round (Kurzfilm)
- 2021: Batwoman (Fernsehserie, Episode 3x01)
- 2021–2024: Family Law (Fernsehserie, 4 Episoden)
- 2022: Rettungshund Ruby (Rescued by Ruby)
- 2022: When Time Got Louder
- 2022: Sheltering Season
- 2022: Fire Country (Fernsehserie, Episode 1x04)
- 2022: JANN: Alone for the Holidays (Miniserie)
- 2022–2023: The Good Doctor (Fernsehserie, 2 Episoden)
- 2022–2023: Nancy Drew (Fernsehserie, 5 Episoden)
- 2023: Red (Kurzfilm)
- 2023: Guiding Emily (Fernsehfilm)
- 2024: Law & Order Toronto: Criminal Intent (Fernsehserie, Episode 1x01)
- 2024: Dead Boy Detectives (Fernsehserie, 2 Episoden)
- 2024: Alex Cross (Cross, Fernsehserie, 6 Episoden)
- 2024: Christmas Under the Lights (Fernsehfilm)
- 2025: Sniper: The Last Stand
- 2025: Reality Bites – A Hannah Swensen Mystery (Fernsehfilm)
- 2025: Wild Cards (Fernsehserie, Episode 2x07)

## Synchronisationen (Auswahl)
- 2019: Need for Speed Heat (Computerspiel)